# CA Colón
Colón de Santa Fe, bildad 5 maj 1905, är en fotbollsklubb från Santa Fé i Argentina. De spelar i Primera división och har rött och svart som färger. De kallas för "Sabaleros" vilket bokstavligt översatt blir "De som äter sábalos" ("sábalo" är en sort fisk, vanlig i den regionen).
Colón de Santa Fe är den största klubben i Santa Fé, och den tredje största i provinsen med samma namn. I hela den argentinska republiken ligger de på 8:de plats i antal höjare.
Att de har samma färger som klubben Newell's Old Boys var en tillfällighet. När bägge lagen upptäckte att de använde samma färger bestämde de sig för att tävla om dem, den som vann matchen mellan dem skulle få behålla färgerna. Den andra klubben skulle få byta färger.
Matchen spelades och Colón de Santa Fé vann. Ändå ändrade Newell's Old Boys inte sina färger utan enbart bytte plats på dem. Först svart och sedan rött.